# 莫雷萨尔格
莫雷萨尔格（法語：Mauressargues，法語發音：[moʁɛsaʁɡ]）是法国加尔省的一个市镇，位于该省中北部，属于阿莱斯区。该市镇总面积5.85平方公里，2009年时的人口为156人。

## 人口
莫雷萨尔格人口变化图示